# Chorinaeus eniwanus
Chorinaeus eniwanus là một loài tò vò trong họ Ichneumonidae.